# Mustafa Barzani
Mustafa Barzani (in curdo مستەفا بارزانی‎, Mistehfā Bārzānī; in arabo مصطفى البارزاني‎?, Muṣṭafā al-Bārzānī; Barzan, 14 marzo 1903 – Washington, 1º marzo 1979) è stato un militare, condottiero e politico curdo.
Nel 1946 fu scelto come guida del Partito Democratico del Kurdistan (PDK) per condurre la rivoluzione curda contro i regimi dittatoriali iracheni. Barzani rimase la guida pressoché indiscussa della rivoluzione curda fino alla sua morte nel marzo del 1979. Guidò campagne armate contro i governi iraniani e iracheni, nei cui paesi esiste una forte minoranza curda.

## Biografia

### Gioventù
Barzani nacque nel 1903 a Barzan, un villaggio nel settentrione del Kurdistan iracheno (allora parte dell'Impero ottomano), e lì, a Mosul, fu più tardi incarcerato per la prima volta, assieme a sua madre, alla tenera età di 3 anni.

### Avvio della sua carriera politica e militare
Nel 1931 e nel 1932, assieme a suo fratello maggiore, Shaykh Ahmad Barzani, guidò la lotta del popolo curdo per l'indipendenza. Nel 1935, con la sconfitta della rivolta curda, i due furono esiliati a Sulaymaniyya (Kurdistan iracheno). Barzani fuggì dal suo luogo d'esilio nel 1942 e dette il via a una nuova rivolta armata contro la monarchia di Baghdad, ma ancora una volta essa non conseguì alcun successo. Barzani e 1.000 dei suoi seguaci ripararono allora nel Kurdistan iraniano per aiutare Qazi Muhammad a difendere la neo-fondata Repubblica curda di Mahabad.

### La Repubblica di Mahabad
Nel dicembre del 1945 fu proclamata dai curdi la nascita della Repubblica curda di Mahabad nel Kurdistan orientale, che era all'epoca sotto controllo militare sovietico. Mustafa Barzani fu nominato ministro della Difesa e comandante in capo delle forze armate curde repubblicane.
Nel maggio del 1946 le truppe sovietiche sgomberarono il territorio, in accordo con gli Accordi di Yalta, e nel dicembre Mahabad fu occupata dalle truppe iraniane. Il Presidente della Repubblica di Mahabad fu impiccato pubblicamente sulla piazza chiamata "Çar Çira" a Mahabad, e molti altri esponenti furono massacrati.
Mustafa rifiutò di arrendersi all'esercito iraniano e coi suoi seguaci combattenti tornò in Iraq. Ma ancora una volta fu costretto a fuggire quando le forze dell'Iraq, della Turchia e dell'Iran si unirono contro di lui. Barzani con 500 dei suoi peshmerga combatté lungo tutto il suo cammino che lo portò, attraverso la Turchia e l'Iran in Azerbaigian, allora parte dell'Unione Sovietica, dove tutti furono disarmati e incarcerati in un campo di prigionia prima di ottenere l'autorizzazione a insediarsi in varie parti dell'URSS.

### Esilio nell'Unione Sovietica
Nel 1951 ai peshmerga fu consentito d'insediarsi a Baku (Azerbaigian). Molti s'iscrissero nelle scuole e nelle università. Barzani stesso si recò a Mosca, dove compì studi di scienze politiche e riprese contatto con la diaspora curda e gli esiliati. In quel suo soggiorno incontrò Stalin e gli fu assicurato che avrebbe potuto dare il suo contributo, ancorché minore, nella leadership militare sovietica in caso di guerra.

### Ritorno in Iraq

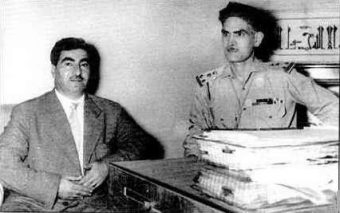
Mustafa Barzani con Abd al-Karim Qasim.

Nel 1958, a seguito del riuscito colpo di Stato militare che portò all'abbattimento della monarchia hascemita, Barzani fu invitato a tornare in Iraq dal nuovo Primo ministro, il gen. ʿAbd al-Karīm Qāsim (Kassem). Barzani chiese ben più di quanto Kassem potesse immaginare e avanzò la richiesta della concessione della piena autonomia alle regioni curde irachene del nord. Questo portò a nuovi scontri tra i nuovi governanti di Baghdad e i curdi, quando nel 1961 Qasim avviò azioni militari contro i curdi. I peshmerga di Barzani si mostrarono molto efficienti nel condurre le loro battaglie contro le truppe irachene che erano penetrate nelle regioni settentrionali e inflissero gravi perdite all'esercito iracheno.
Nel marzo del 1970 Baghdad e i leader curdi giunsero a un accordo di pace, e un cessate-il-fuoco fu proclamato per consentire l'avvio di negoziati per cercare una soluzione della questione curda. Come segno di buona volontà, il governo iracheno riconobbe il popolo curdo come etnia e cultura e considerò la lingua curda come seconda lingua ufficiale della repubblica assieme all'arabo. Il vice Presidente Saddam Hussein, del partito Baʿth, offrì ai curdi l'autonomia nelle regioni settentrionali, con l'eccezione di Kirkuk, Khanaqin e altre città curde e abolì il pieno controllo delle forze armate irachene sul Kurdistan. Ai primi degli anni settanta, il figlio di Barzani, ʿUbayd Allāh credeva che l'accordo di autonomia avrebbe garantito i diritti dei curdi, tanto da defezionare dal movimento di Barzani e preferire cooperare col regime di Baghdad.
Nel marzo del 1974, dopo il fallimento dei negoziati miranti a giungere a un soddisfacente accordo, Mustafa Barzani guidò i suoi seguaci in un rinnovato scontro col governo iracheno, questa volta fruendo dell'interessato sostegno dello Scià d'Iran, Mohammad Reza Pahlavi, e degli Stati Uniti.

Ai primi del 1975, in una conferenza dell'OPEC ad Algeri, un accordo fu formato tra lo Scià e Saddam Hussein, che rinunciava a una parte delle storiche pretese irachene sullo Shatt al-Arab a favore dell'Iran. In cambio, ogni aiuto fino ad allora concesso ai curdi venne a cessare e, in caso di proseguimento dei combattimenti, l'Iran s'impegnava ad aiutare Baghdad a stroncare la rivolta curda. Ciò consentì a Saddam Hussein di rafforzare il suo potere in Iraq, mentre Mustafa Barzani fu costretto a fuggire ancora una volta dalla sua patria.

### Morte e retaggio
Si recò allora in esilio negli Stati Uniti d'America e morì il 1º marzo 1979, nel Georgetown Hospital di Washington. Fu inumato a ovest di Mahabad, nel Kurdistan iraniano. Nell'ottobre del 1993, i resti di Barzani furono portati nel Kurdistan iracheno, per essere nuovamente inumati nella sua casa natale di Barzan. Suo figlio, Mas'ud Barzani, è l'attuale leader del PDK ed è stato rieletto Presidente della regione del Kurdistan iracheno col 66% dei voti popolari nel luglio del 2009.

## Omaggi
Sei mesi dopo la sua morte, Franco Battiato lo citò in alcuni versi del suo brano Strade dell'est, contenuto nell'album L'era del cinghiale bianco.